# Jem Bayliss
Albert Edward James Matthias Bayliss (1. srpna 1863 Tipton – 19. srpna 1933 West Bromwich), zvaný Jem Bayliss, byl anglický fotbalista, hráč a kapitán West Bromwich Albion.
8. září 1888 debutoval v lize proti Stoke FC. První gól v lize vstřelil 22. září 1888 proti Blackburn Rovers. V sezóně 1887/88 byl kapitánem týmu, který vyhrál FA Cup. V roce 1888 nastoupil proti Rentonu ve World Championship.